# Verband der Preußischen Landkreise
Der Verband der Preußischen Landkreise war als kommunaler Spitzenverband ein von 1916 bis 1933 bestehender freiwilliger Zusammenschluss der Landkreise in Preußen. Er wurde am 8. September 1916 im Gebäude des Preußischen Landtages in Berlin gegründet und nahm im Januar 1917 seine Tätigkeit von Berlin aus auf. Schon einen Monat nach der Gründung waren über 70 % aller preußischen Kreise Mitglieder. Auf Anregung des Verbandes wurde im November 1922 der Verband Deutscher Landkreise (seit 1924 Deutscher Landkreistag) gegründet, dessen Landesverband er wurde und der in Personalunion durch den Vorstand des Verbandes der Preußischen Landkreise geführt wurde.
Nach der Reichsexekution gegen Preußen (Preußenschlag) am 20. Juli 1932 war die Arbeit des Verbandes nahezu unmöglich, er wurde schließlich zusammen mit dem Deutschen Landkreistag  durch das Gesetz über den Deutschen Gemeindetag vom 15. Dezember 1933 (RGBl. 1, S. 1065ff.) im Zuge der Gleichschaltung aufgelöst.
Da das Land Preußen nach dem Zweiten Weltkrieg aufgelöst wurde, wurde der Verband der Preußischen Landkreise nicht wiedergegründet, stattdessen gründeten sich in den damals neuen Bundesländern eigene Verbände. Diejenigen der Westzonen gründeten 1947 den Deutschen Landkreistag wieder.